# Sekundář
Sekundář (z latinského secundus – druhý) je řadový lékař odborného oddělení nemocnice nebo jiného zdravotnického zařízení služebně a odborně podřízený primáři. Samostatně provádět operace nebo jiné lékařské zákroky může jen ten sekundář, který má příslušnou atestaci.